# Coniochaeta perangusta
Coniochaeta perangusta är en svampart som beskrevs av Udagawa & Y. Sugiy. 1982. Coniochaeta perangusta ingår i släktet Coniochaeta och familjen Coniochaetaceae.   Inga underarter finns listade i Catalogue of Life.